# Pedilus parvicollis
Pedilus parvicollis es una especie de coleóptero de la familia Pyrochroidae.

## Distribución geográfica
Habita en California (Estados Unidos).